# Украшенный ибис
Украшенный ибис (лат. Bostrychia carunculata) — африканская птица из семейства ибисовых.

## Описание
Украшенный ибис длиной от 65 до 76 см, внешне похож на хагедаша, только оперение значительно более тёмное. На крыльях заметно большое белое пятно. Радужины также белые. Следующие характерные черты — это чёрные перья хохла и чёрный кожистый отросток на горле. Половой диморфизм не выражен. Оперение молодых птиц более тусклое, без белого пятна на крыльях и кожистого отростка на горле.

## Распространение
Украшенный ибис имеет ограниченную область распространения в нагорье Эфиопии, встречается, однако, относительно часто. Местообитание охватывает речные русла со скалистыми берегами, влажные области, а также леса и пашни. Птица населяет эфиопское нагорье на высоте от 1 500 до 4 100 м. Часто птицы собираются в маленькие стаи, нередко также вблизи поселений.

## Питание
Питание украшенного ибиса состоит из насекомых и их личинок, червей, улиток и их яиц, саранчи, пауков, реже также из мелких млекопитающих, рептилий и амфибий. Птица ищет пропитание, прочищая своим клювом землю. Иногда он следует также за стадами животных и осматривает навоз в поисках жуков.

## Размножение
Украшенный ибис строит гнездо из веток, травы и листьев на горизонтальных ветвях деревьев или на скале, иногда в маленьких колониях. В кладке 2 или 3 яйца.